# El Paraíso kommun, Copán
El Paraíso är en kommun i Honduras.   Den ligger i departementet Departamento de Copán, i den västra delen av landet, 220 km nordväst om huvudstaden Tegucigalpa. Antalet invånare är 18 054.